# Tachycixius bifurcata
Tachycixius bifurcata är en insektsart som beskrevs av Logvinenko 1971. Tachycixius bifurcata ingår i släktet Tachycixius och familjen kilstritar.
Artens utbredningsområde är Azerbajdzjan. Inga underarter finns listade i Catalogue of Life.